# Syl Johnson
Cet article concerne l'artiste américain Syl Johnson. Pour le rappeur français Sly Johnson, voir Sly the Mic Buddah.
Pour les articles homonymes, voir Johnson.
 (juillet 2009).
Si vous disposez d'ouvrages ou d'articles de référence ou si vous connaissez des sites web de qualité traitant du thème abordé ici, merci de compléter l'article en donnant les références utiles à sa vérifiabilité et en les liant à la section « Notes et références ».
Syl Johnson, de son vrai nom Sylvester Thompson, né le 1er juillet 1936 à Holly Springs, Mississippi et mort le 6 février 2022 à Mableton, Géorgie, est un chanteur, guitariste et harmoniciste de blues américain. En 2020, il est introduit au Blues Hall of Fame.

## Biographie
Né Sylvester Thompson à Holly Springs, Mississippi, Johnson chante et joue avec des artistes de blues tels que Magic Sam, Billy Boy Arnold, Junior Wells et Howlin' Wolf dans les années 1950, avant d'enregistrer avec Jimmy Reed pour Vee-Jay en 1959. Il fait ses débuts en solo la même année avec Federal, une filiale de King Records de Cincinnati, soutenu par Freddie King à la guitare. 
Il commence ensuite à enregistrer pour Twinight Records de Chicago dans le milieu des années 1960. À partir de son premier hit, Come On Sock It to Me en 1967, Johnson domine le label, à la fois comme hitmaker et producteur.
Comme d'autres auteurs noirs de l'époque, ses chansons explorent les thèmes de l'identité afro-américaine et des problèmes sociaux, notamment avec Is It Because I'm Black, qui atteint le numéro 11 dans les charts R&B en 1969. 
En 1971, Willie Mitchell envoie Johnson chez Hi Records, pour qui il enregistre trois albums et plusieurs singles, tels que We Did It, Back for a Taste of Your Love et Take Me to the River, son plus grand succès, numéro 7 en 1975. Toutefois chez Hi, Johnson a toujours été commercialement dans l'ombre d'Al Green. 
Après Hi Records, Johnson produit deux disques pour le label Shama, le dernier (Ms. Fine Brown Frame, 1982) ayant été distribué par Boardwalk Records. Puis vers le milieu des années 1980, Johnson se lance dans une affaire de fast-food de poissons, se contentant de quelques apparitions. 
En 1992, Johnson découvre que sa chanson Different Strokes avait été samplée par nombre de rappeurs, y compris le Wu-Tang Clan, Kool G Rap, MC Hammer et encore Geto Boys, ainsi que le titre I Hate I Walked Away par le groupe IAM en 1997 pour le morceau Elle donne son corps avant son nom. Stimulé par ce fait, il décide de faire un retour dans le monde de la musique. En 1994, il sort l'album Back in the Game sur Delmark Records, avec Hi rhythm section et sa plus jeune fille Syleena Johnson. 
Le guitariste et chanteur de blues Jimmy Johnson (en) et le bassiste Mack Thompson sont ses frères. Il est également le père de la chanteuse de R&B Syleena Johnson.

## Discographie
- 1968 : Dresses Too Short (Twinight)
- 1970 : Is It Because Im Black ? (Twinight)
- 1973 : Back For A taste Of Your Love (Hi Records)
- 1974 : Diamond In The Rough (Hi Records)
- 1976 : Total Explosion (Hi Records)
- 1979 : Uptown Shakedown (Shama)
- 1980 : Brings out The Blues In Me (Shama)
- 1983 : Ms Fine Brown Frame (Boardwalk)
- 1984 : Suicide Blues (Isabel)
- 1988 : Foxy Brown (Shama)
- 1994 : Back In The Game (Delmark)
- 1998 : Bridge to a Legacy  (Antone's record)